# Qibi-assur
Qibi-Aššur (geschreven als:mKI-BI-dAš-šur; Babylonisch ook (mKi-pi-dAš-šur, "gebod van (de god) Aššur), zoon van Ibašši-ilī, kleinzoon van Adad-nīrārī I, was een Assyrische grootvizier en koning van Hanigalbat onder Salmanassar I en Tukultī-Ninurta I. in de 13e eeuw v.Chr.

## Titels
Qibi-Aššur bekleedde in het tweede (volle) regeringsjaar van zijn neef Tukultī-Ninurtas het eponimaat Dit laat zien dat hij aan het Assyrische hof een zeer hoge functie bekleedde. Op een stele van zijn achterkleinzoon Aššur-mudammeq staat vermeld dat hij de volgende titels voerde::
- sukkallu rabi’u = grootvizier[3] Dit maakte hem tot de machtigste man na de koning.

- šar māt Hanigalbat = koning van Hanigalbat. Dit betekende dat hij het bewind voerde over het hartland van het voormalige Mitanni. Assyrisch Hanigalbat strekte zich voornamelijk uit over het vruchtbare gebied langs de rivieren Hābūr und Bālih. Een regeringscentrum was Dūr-Katlimmu.

## Levensloop
Een tablet gevonden in Tell Taban, eertijds Ṭābetu, (Tab T05A-609) vermeldt een feestmaal gehouden ter ere van een expeditie van een bejaarde koning Salmanasser I in zijn 28e jaar op de troon, in het eponimaat van Enlil-ašarēd. Hij was vergezeld van zijn zoon, kroonprins Tukulti-Ninurta, Qibbi-aššur en diens dochter. Het gezelschap was op weg naar Karchemish dat een Hettitisch vazalkoninkrijk was, mogelijk omdat Qibbi-aššurs dochter daar aan de Hettitische prins -waarschijnlijk Ini-Tešup- uitgehuwelijkt ging worden. Het tablet gaat echter over aantallen schapen voor het banket en niet over 's konings bedoelingen.
Ook in tabletten uit Tell Fekheriye duikt zijn naam op. Tablet TF-6405 vermeldt een grote lading graan die aan Aššur-dammeq, de zoon van Qibbi-Aššur geleverd wordt en hij is de afzender van tablet TF-6375. 
Volgens het bericht van een Babylonische diplomaat aan het Assyrische hof Zikir-ilišu, dat in Dur-Kurigalzu gevonden is, was Qibi-Aššur verantwoordelijk voor de onderwerping van de  Hirānu en Hasmu – die waarschijnlijk stammen  van de Aḫlamū waren. Hij achtervolgde ze met 100 strijdwagens.

## Familie
Qibi-Aššur stamt uit een belangrijke zijtak van de Assyrische koninklijke familie. Hij was een kleinzoon van Adad-nīrārī I. Zijn achterkleinzoon  Ninurta-apil-Ekur besteeg na een tijd van familievetes de troon. Ninurta-apil-Ekur noemt zichzelf een afstammeling van Erība-Adad en zoon van Ilī-padâ.
Tot de zijtak van Qibi-Aššurs behoorden vanaf de regering van Salmanasser I een aantal zeer prominente en machtige figuren waarvan er een aantal het eponimaat bekleedden.:
- Vader: Ibašši-ilī (Zoon van Adad-nīrārī I; mār šarre = koningszoon; eponiem)
- Broer: Mudammeq-Nusku (eponiem)
- Zonen:
  - Aššur-dammeq (Zoon van Qibi-Aššur; eponiem)
  - Aššur-iddin (Zoon van Qibi-Aššur; sukkallu rabi’u = grootvizier, šar māt Hanigalbat = koning van Hanigalbat)
- Kleinzoons:
  - Aššur-zēra-iddina (Zoon van Aššur-dammeq; eponiem)
  - Qarrād-Aššur (Zoon van Aššur-iddin; eponiem)
  - Ninu’āju (Zoon van Aššur-iddin; eponiem)
  - Salmānu-mušabši (Zoon of broer van Aššur-iddin ?; sukkallu rabi’u = grootvizier)
  - Ilī-padâ (Zoon van Aššur-iddin; eponiem, sukkallu rabi’u = grootvizier, šar māt Hanigalbat = koning van Hanigalbat)
- Achterkleinzoons:
  - Ninurta-apil-Ekur (Zoon van Ilī-padâ; koning van Assyrië, eponiem)
  - Samēdu (Zoon van Aššur-zēra-iddina; eponiem, šaknu = prefect van Ninu'a)
  - Aššur-mudammeq (Zoon van Aššur-zēra-iddina; eponiem, šaknu = prefect van Ninu'a)
  - Mardukīja (Zoon van Ilī-padâ; eponiem, bēl pāhete = gouverneur van Halahhu, šaknu = prefect van Katmuḫḫi)
- Achterachterkleinzoons:
  - Erû-apla-iddina (Zoon van Samēdu; eponiem, sukkallu rabi’u = grootvizier, šar māt Hanigalbat = koning van Hanigalbat, bēl pāhete / šaknu = gouverneur / prefect van Halahhu)
  - Aššur-dān I (Zoon Ninurta-apil-Ekur; koning van Assyrië, eponiem)